# Jetpac
Jetpac est un shoot 'em up développé par Ultimate Play the Game en 1983. Il est sorti sur ZX Spectrum, BBC Micro et Commodore VIC-20.

## Système de jeu
Le joueur contrôle un astronaute solitaire, Jetman, qui peut utiliser les réacteurs de sa combinaison pour se déplacer au sein d'une série d'environnements planétaires. Son but est de collecter et d'assembler les pièces de sa fusée puis de la remplir avec du carburant pour pouvoir s'envoler vers la planète suivante. Jetman doit se défendre contre les habitants hostiles des planètes visitées et peut recueillir des ressources qui tombent du ciel pour marquer des points bonus. Après le premier niveau, la fusée reste assemblée et nécessite un simple ravitaillement. Cependant, tous les cinq niveaux, un nouveau modèle de fusée doit être construit. Les ennemis changent à chaque planète suivant une rotation sur huit niveaux. Chaque extraterrestre a un modèle de déplacement qui lui est propre.

## Accueil
| Jetpac                   |      |                    |
| Média                    | Pays | Notes              |
| Crash Magazine           | US   | Highly recommended |
| Computer and Video Games | US   | 9/10               |
| Eurogamer                | US   | 9/10               |

Le jeu est l'une des entrées de l'ouvrage Les 1001 jeux vidéo auxquels il faut avoir joué dans sa vie.